# Enrichment (Biologie)

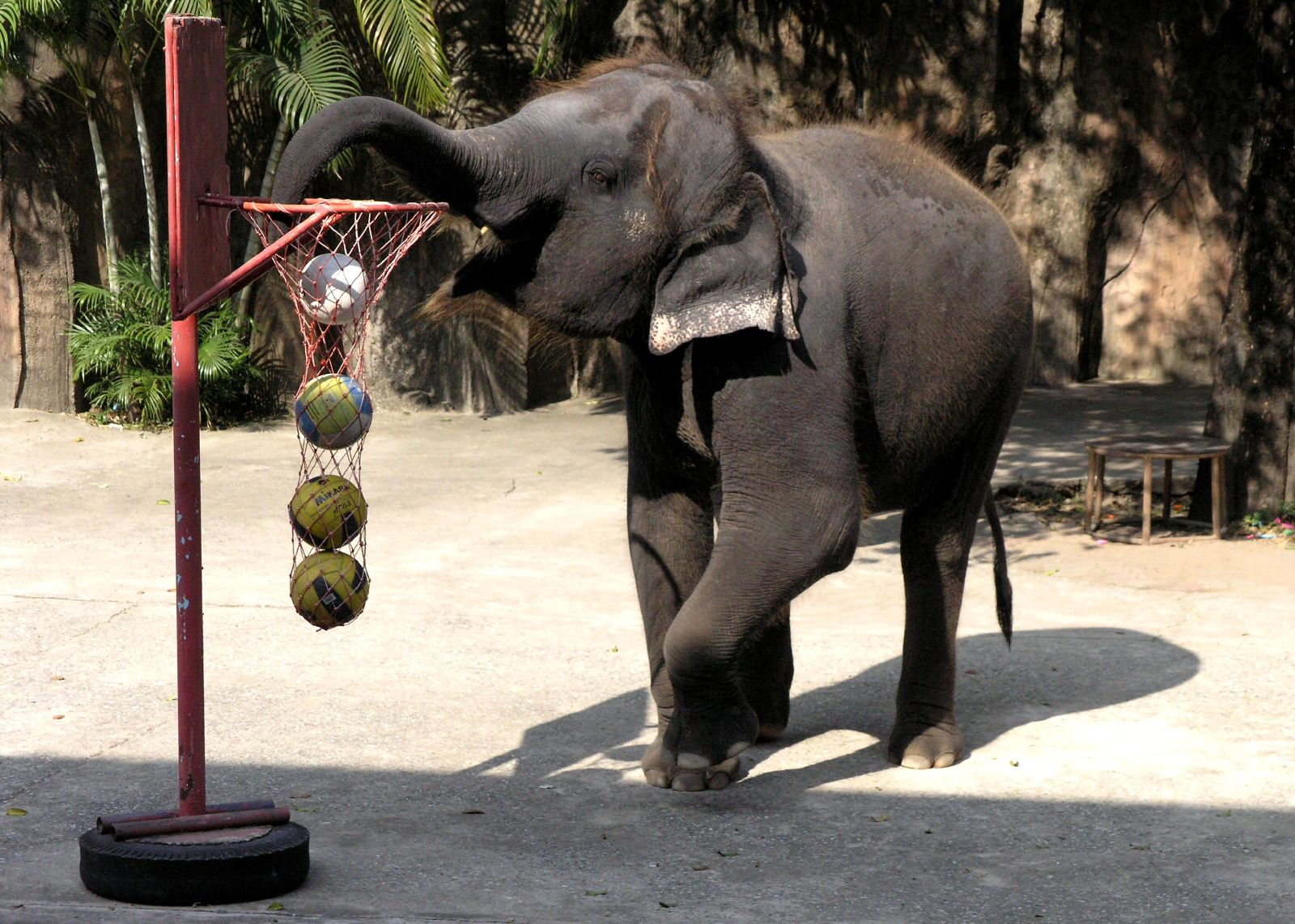
Ein Elefant, in angereicherter Umgebung spielend.

Unter Behavioral enrichment oder auch Verhaltensbereicherung  bzw. Aktivierung wird die „Beschäftigung“ von Tieren verstanden, die in Gefangenschaft (zum Beispiel im Zoo) keine Gelegenheit haben, Geist und Körper gemäß ihren genetischen Anlagen einzusetzen, um ihre Lebensqualität durch Vermeidung von Langeweile und stereotypem Verhalten zu steigern.

## Hintergrund
Tiere, die durch Gefangenschaft und Haltung oft „unterfordert“ werden, verlangen nach arttypischer Auslastung, geistiger Anregung und Abwechslung in ihrer Lebenssituation, um psychischen Störungen, Verhaltensstörungen und Stereotypien wirksam und ohne Medikamente entgegnen zu können. Hiervon sind alle Tiere, die in menschlicher Obhut leben, betroffen.

## Arten der Verhaltensanreicherung
Bei der Verhaltensbereicherung spielt die Lösung von Aufgaben, die dem Tier in Freiheit immer wieder gestellt werden (Futtersuche und -beschaffung im Vergleich zu ständig verfügbarem Futter, körperliche Aktivität, geistige Forderungen, Beanspruchung der Sinne) eine entscheidende Rolle.
Unterstützt wird das Enrichment durch Agility, instrumentelle Konditionierung sowie Targettraining.